# 花潤生
花潤生，字蘊玉，號介軒，福建邵武人。明朝政治人物、進士。
永乐二年，其中進士二甲第九十一名。初為古田縣令，有政績，后升任提學佥事。善於詩文，存有《介軒集》。